# Rækkemotor-4
En 4-cylindret rækkemotor er en stempelmotor med fire cylindre anbragt på række langs en fælles krumtapaksel (rækkemotor).
Denne motortype er i dag den mest almindelige.
Hovedparten af fircylindrede bilmotorer anvender denne motorkonfiguration. Øvrige fircylindrede motorer V4-motoren (tidligere benyttet af Ford og motorcykelproducenter) og den fircylindrede boksermotor (benyttet af Subaru og Porsche). Række-4'er anvendes også i motorcykler.
Række-4'er motoren er klart den mest benyttede i Europa og Asien, og er også udbredt i Nordamerika, hvor 59% af alle lette køretøjer i 2020 var drevet af en række-4'er.
Fordelen ved en række-4'er i forhold til V4 og boksermotoren er, at den række-4'er alene kræver et enkelt topstykke, hvilket reducerer produktionsomkostningerne.
Fircylindrede række-benzinmotorer har typisk en motorstørrelse mellem 1,0 og 2,5 liter, men der blevet benyttet i større motorer, bl.a. en 4,5 liters række-4'er produceret af Bentley i 1927-1931. Mindre række-4'ere er benyttet i bl.a. Japan, hvor der fremstilles motorer ned til 550 cc i til bilen 'Kei car'. Dieselmotorer med række-4 i lastbiler leveres med op til 5 liter, og endnu større motorstørrelse kan findes i lokomotiver, marinemotorer og stationære motorer.